# USS Oriskany (CV-34)
USS Oriskany (CV-34) byla letadlová loď Námořnictva Spojených států, která působila ve službě v letech 1950–1976. Jednalo se o sedmnáctou postavenou jednotku třídy Essex (sedmou ve verzi s dlouhým trupem).
Byla pojmenována podle bitvy u Oriskany z americké války za nezávislost. Její stavba byla zahájena 1. května 1944 v loděnici New York Naval Shipyard v New Yorku. K jejímu spuštění na vodu došlo 13. října 1945, o necelý rok později však byly práce na ní přerušeny (plavidlo bylo hotové z 85 %). Nakonec bylo v roce 1947 rozhodnuto o jejím dokončení, přičemž se měla stát prototypem rekonstrukce SCB-27A pro ostatní lodě třídy Essex. Dokončena byla v roce 1950, kdy byla 25. září toho roku zařazena do služby. V roce 1952 byla překlasifikována na útočnou letadlovou loď CVA-34. V letech 1957–1959 podstoupila rekonstrukci SCB-125A (mj. nová úhlová letová paluba). Během své služby se zúčastnila korejské války a války ve Vietnamu. V roce 1975 byla její klasifikace změněna na víceúčelovou letadlovou loď s původním označením CV-34. Vyřazena ze služby byla 30. září 1976, poté byla odstavena. V polovině 90. let byla postupně dvakrát odprodána do šrotu, kvůli nedodržení závazků se však vždy vrátila do majetku námořnictva. Nakonec byla 17. května 2006 potopena 39 km jižně od Pensacoly do hloubky 64 m, kde byl z ní v Mexickém zálivu vytvořen umělý útes.